# ISCM World Music Days 2003
Die ISCM World Music Days 2003 der ISCM fanden vom 26. September bis 3. Oktober 2003 zum ersten Mal in Slowenien statt. Das Thema der Weltmusiktage war „Music for the Third Millennium“. Die Mehrzahl der Konzerte fanden in der Hauptstadt Ljubljana statt. Der internationalen Jury gehörten die Komponisten Klojz Srebotnjak, André Laporte, Arne Mellnäs, Doina Rotaru, Ivo Petrić und Krzysztof Penderecki an. Der Slowene Pavel Mihelčič hatte die künstlerische Leitung inne. Es wurden Kompositionen von Jean-Luc Darbellay, Hans Werner Henze, Balázs Horváth, Hugh Davies u. v. a. gespielt. Zu den Interpreten zählten unter anderem das Slovenian Philharmonic Orchestra, das Radio-Sinfonie-Orchester (RSO) Frankfurt und das Minguet Quartett.

## Bedeutende Werkaufführungen
- John Zorn, Contes de fées (mit der Slowenischen Philharmonie)
- Friedrich Cerha, Five Pieces
- Krzysztof Penderecki, Sinfonietta No. 2 (mit dem RTV Slovenia Symphony Orchestra)
- Philippe Manoury, Metal (mit den Percussions de Strasbourg)
- Klaus Huber, Intarsi
- Vinko Globokar, Zlom, Blinde Zeit, Eppure si muove (mit dem Klangforum Wien und Vinko Globokar)

## Spielorte
- Ljubljana
- Maribor
- Postojna
- Portorož
- Piran
- Bled
- Kostanjevica na Krki